# Aqueduc de Mayence
L'aqueduc de Mayence  ou pierres romaines, construit en 69-79, acheminait l'eau sur 9 km depuis le quartier de Finthen (Fontanetum) jusqu'à l'antique cité de Mogontiacum (aujourd'hui Mayence). La construction est presque entièrement aérienne, et l'écoulement de l'eau était obtenu par la seule force de gravité. Quelques ponts, y compris un mesurant 25 m de hauteur, le plus haut aqueduc au nord des Alpes. Les pierres romaines dans le quartier de Zahlbach sont les vestiges de cette construction.
« Pourtant celui qui voit la grande quantité d’eau qui est conduite dans la ville de manière si habile, afin de servir les intérêts publics…; celui qui observe les hauts aqueducs, qui sont nécessaires pour garantir le juste acheminement de l’eau; celui qui pense aux montagnes, qui ont été creusées à cet effet, et aux vallées, qui se doivent d’être inondées, devra avouer que le monde n’offre rien de plus admirable. »
Pline l'Ancien, qui visite la Germanie trois fois, décrit avec véracité la fierté des Romains quant à leur invention.

## Histoire

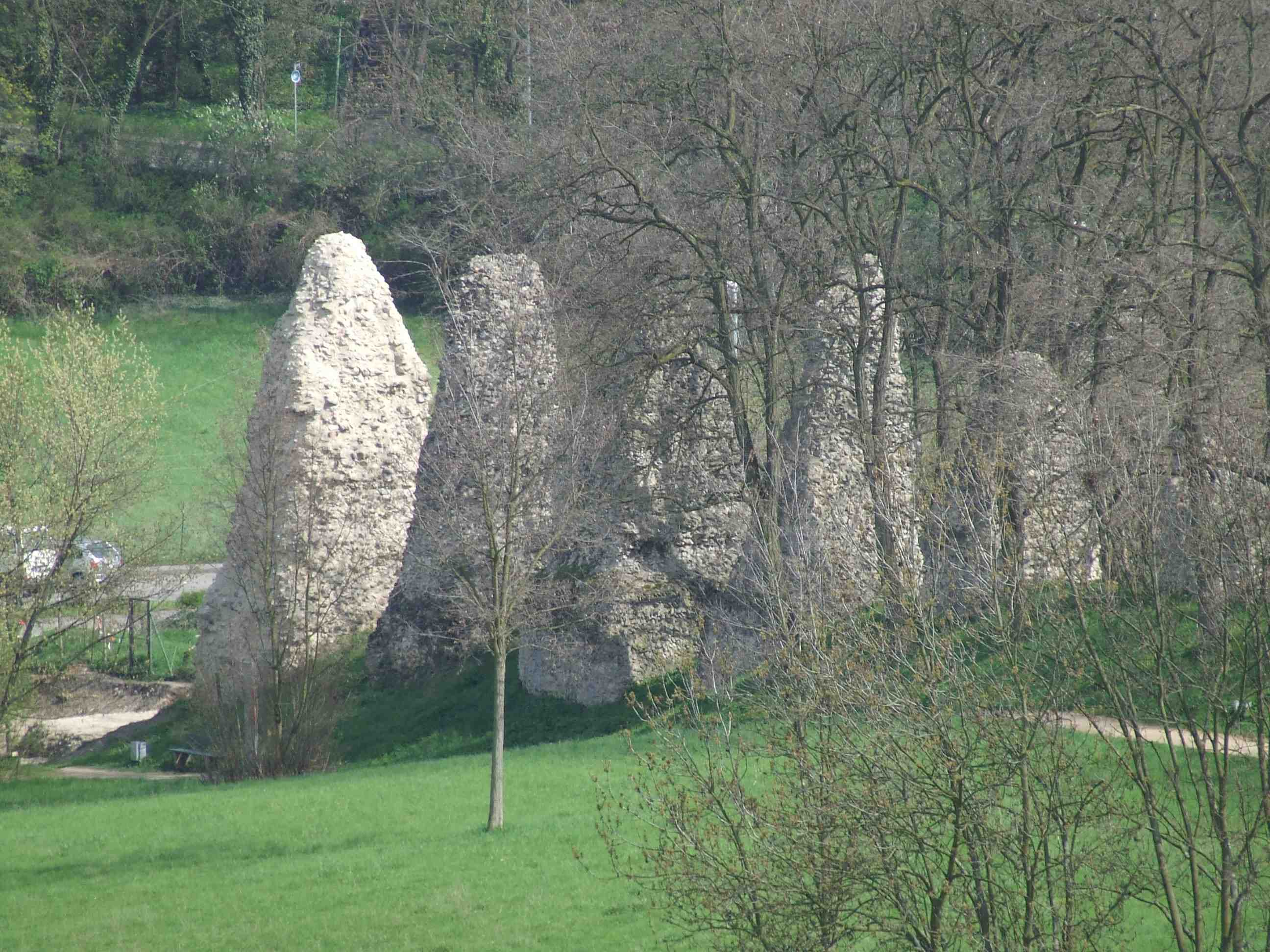
Les piliers de l'aqueduc dans la vallée Wildgraben

Mayence était alimentée en eau par l'aqueduc. Avec la croissance de la ville, l’eau servait aussi à préserver le niveau de vie de la population. Au moyen d’un aqueduc, le précieux liquide pouvait être acheminé sur des kilomètres jusque dans les camps militaires et dans les villes. On utilise du béton (Opus Caementicium) pour le canal, et de la pierre taillée pour l'arche de couvrement. Son débit en m³ par jour était inconnu. L'eau alimentait fontaines et bains privés et publics. 
Depuis la source, qui se trouvait à environ neuf kilomètres dans le quartier de Finthen, le trajet de la conduite d’eau était principalement souterrain. Mais plus loin, à cause de la déclivité croissante, la conduite passait au-dessus du sol. Afin de surmonter la grande différence de niveau à Zahlbach, les piliers devaient avoir une hauteur de plus de 25 mètres. Aujourd’hui les seuls vestiges de ces piliers sont les pierres romaines.